# Mihrimah Sultan
Mihrimah Sultan (en turco otomano: مهرماه سلطان; “Sol y luna”) (Estambul, c.1522 - Estambul, 25 de enero de 1578), fue hija del sultán otomano Solimán el Magnífico y su esposa, Hürrem Sultan.Fue una de las mujeres más influyentes y ricas de  la historia otomana.

## Biografía
Mihrimah Sultan nació alrededor de 1522, mientras su padre Solimán I se encontraba en la campaña de Rodas. Su madre era una de sus concubinas, Hürrem Sultan. Su nombre probablemente fue elegido por su abuela, Ayşe Hafsa Sultan. 
Hay una teoría que su nombre es elegido debido a que su nacimiento fue el 14 de marzo de aquel año (se supone que en estas fechas comenzaba la primavera), pero esto es casi improbable ya qué su hermano Şehzade Mehmed, había nacido el 31 de octubre de 1521. Por lo tanto está confusión ya no es aceptada, así que lo más probable es que su nombre solo fuera una coincidencia.
Mihrimah Sultan fue educada por su madre en las artes, la música, los idiomas y la literatura, y fue la hija preferida de su padre Solimán, llegando a interpretar el papel temporal de directora del harén tras el fallecimiento de su madre, siendo consejera de su padre y parte fundamental de la regencia del Imperio otomano.
Mihrimah viajó por todo el Imperio Otomano con su padre mientras este inspeccionaba las tierras y conquistaba nuevas. Está escrito en la literatura persa que ella viajó a la batalla con su padre en un semental árabe llamado Batal en la Batalla de Gizah en el norte de Egipto, fuera de Alejandría.
Cómo contaban los embajadores de la época, el 26 de noviembre de 1539, a la edad de 17 años, Mihrimah se casó con Rüstem Pasha, un visir que de a poco fue ascendiendo hasta convertirse en Gran Visir. Con este hombre tuvieron dos hijos y ella rápidamente ascendió en la influencia estatal del imperio, así también convirtiéndose en una de las mujeres más ricas de la época. 
Mihrimah floreció como patrona de las artes y continuó viajando con su padre hasta la muerte de su marido.
El hecho de que Mihrimah animara a su padre para poner en marcha la campaña contra Malta, con la promesa de construir cuatrocientas galeras a sus expensas; que al igual que su madre le escribió cartas al rey Segismundo II de Polonia; y que a la muerte de su padre prestó cincuenta mil monedas de oro a su hermano el Sultán Selim II para satisfacer sus necesidades inmediatas, ilustran el poder político que ejercía.
Luego de la muerte de su madre, ella ejerció como Valide-i sa'ide (directora del harén) para su padre Solimán, aunque luego de la muerte de su padre su influencia bajó y se dedicó a llevar una vida tranquila. Las fundaciones famosas de Mihrimah Sultan son los dos complejos de mezquitas en Estambul que llevan su nombre, ambos diseñados por el arquitecto jefe de su padre, Mimar Sinan. La Mezquita Mihrimah en la Puerta de Edirne, en la parte occidental de la antigua ciudad de Constantinopla, fue uno de los diseños más imaginativos de Sinan, utilizando nuevos sistemas de apoyo y espacios laterales para aumentar el área disponible para las ventanas. La segunda mezquita es la Mezquita İskele, que es uno de los monumentos más destacados de Üsküdar. Hay un mito sobre estas dos mezquitas. Se dice que Mimar Sinan se enamoró de Mihrimah y construyó la mezquita más pequeña en Edirnekapı sin la aprobación de palacio, por su cuenta, dedicado a su amor. La leyenda continúa diciendo que el 19 de marzo (cuando el día y la noche son iguales) en el momento de la puesta del sol, si usted tiene visión clara de las dos mezquitas, se dará cuenta de que a medida que el sol se pone detrás del único minarete de la mezquita en Edirnekapı, sale la luna entre los dos minaretes de la mezquita en Üsküdar.
Luego de la muerte de su padre, Mihrimah se retiró al viejo palacio y continuó una vida tranquila, alejada de las intrigas palaciegas. Aun así, actuaba como consejera de su hermano menor, Selim II.
Tras la muerte de su hermano Selim, ella se dedicó a la tranquilidad total y a las obras de caridad hasta su muerte. Mihrimah sobrevivió a todos sus hermanos siendo la última de los hijos de Hürrem y Solimán en morir.

## Descendencia
• Ayşe Hümaşah Hanim Sultan (1541 — 1594), se casó por primera vez con Semiz Ahmed Paşa, que se convertiría en Gran Visir del Imperio otomano (1579 – 1580), en segundo lugar contrajo matrimonio con Feridun Ahmed Paşa, y en tercer lugar con el famoso teólogo y descendiente de Mahoma, Aziz Mahmud Hüdayı Efendi. Tuvo descendencia;
• Sultanzade Osman Bey (1546 — 1576), participó en la Batalla de Lepanto. Falleció de una enfermedad a temprana edad. Tuvo descendencia.
En 1554, Mihrimah sufrió un aborto espontáneo que casi acaba con su vida.

## Nombre
El nombre de Mihrimah Sultan también se escribe Mihrumah, Mihr-î-Mâh, Mihrî-a-Mâh o Mehr-î-Mâh. Mehr-î-Mâh significa "Sol (lit. clemencia, compasión, cariño, afecto) y Luna". Entre algunos occidentales, ella también era conocida como Mariam. Su retrato de Cristofano dell'Altissimo está titulado como: Mariam Solimani.
Otras princesas imperiales otomanas que también se llamaron "Mihrimah" y son sus parientes cercanas fueron:
Mihrimah Sultan (1547 — 1601), hija de Şehzade Bayezid, hijo de Solimán el Magnífico y hermano de Mihrimah.
Mihrimah sultan (1579 — después de 1625), hija de Murad III, hijo de Selim II y sobrino de Mihrimah.

## Asuntos políticos
Un día Mihrimah viajó a través del Imperio Otomano con su padre mientras inspeccionaba las tierras y conquistaba otras nuevas. En la política internacional, la Haseki Hürrem Sultan envió cartas a Segismundo II, rey de Polonia y Gran Duque de Lituania, y el contenido de sus cartas se reflejó también en cartas escritas por Mihrimah, y enviadas por el mismo mensajero, que también llevaba cartas del sultán y de su marido Rüstem Paşa, el Gran Visir. Por lo tanto, es muy probable que Hürrem y Mihrimah fueran bien conocidas incluso entre los ucranianos comunes. 
Una de las más populares, y también la historia más polémica sobre Mihrimah fue sobre su rivalidad con su medio hermano Şehzade Mustafa, aunque menos popular que su madre y la historia de su marido. Mihrimah, junto con su madre Hürrem que era la Haseki y su esposo Rüstem que era el Gran Visir otomano, hicieron una fuerte alianza y se convirtieron en el poder que dominaba el diván y el círculo interior de palacio. Desafortunadamente para Mustafa, esta condición se convirtió en un gran obstáculo para él acceder al trono, aunque fue apoyado por los jenízaros.
Aunque no hay pruebas de la participación directa de Hürrem o Mihrimah, las fuentes otomanas y las cuentas extranjeras indican que se creía ampliamente que los tres trabajaron primero para eliminar a Mustafa para asegurar el trono al hijo de Hürrem y al hermano menor de Mihrimah, Bayezid. La rivalidad terminó con la ejecución de Mustafa a manos de los enviados de su propio padre en 1553 durante la campaña contra la Persia safávida debido al miedo a una rebelión por parte del sultán. Aunque estas historias no estaban basadas en fuentes de primera mano, este temor hacia Mustafa no era irracional. Si Mustafá hubiera subido al trono, todos los hermanos de Mihrimah (Selim, Bayezid y Cihangir) podrían haber sido ejecutados de acuerdo con la costumbre fratricida de la dinastía otomana, que exigía que todos los hermanos del nuevo sultán fueran ejecutados para evitar peleas entre príncipes imperiales. 
Mihrimah también se convirtió en consejera de Suleiman, su confidente y su pariente más cercana, especialmente después de que otros familiares y compañeros de Suleiman murieran o fueran exiliados uno por uno, como Mustafa (ejecutado en octubre de 1553), Mahidevran Gülbahar (perdió su estatus en el palacio después de la muerte de Mustafa, exiliada en Bursa), Cihangir (fallecido en noviembre de 1553), Hürrem Sultan (murió en abril de 1558), Rüstem (fallecido en julio de 1561), Bayezid (ejecutado en septiembre de 1561) y Gülfem (fallecida en 1561 o 1562). Después de la muerte de Hürrem, Mihrimah tomó el lugar de su madre como consejera de su padre además de tomar el puesto de directora del harén o [Valide-i sa'ide], instándole a emprender la conquista de Malta y enviándole noticias y cartas cuando estaba ausente de la capital. Después de la muerte del Sultán Suleimam, ella sigue siendo asesora en los asuntos estatales durante el reinado de su hermano el Sultán Selim II y junto al Gran Visir, Sokollu Mehmed Pasha, controlaron gran parte de los asuntos políticos en el Sultanato de Selim II. En el reinado de su hermano su sueldo era de 2000 aspers al día.

## Poder económico
Además de su gran inteligencia política, Mihrimah también tenía acceso a recursos económicos considerables y a menudo financiaba grandes proyectos arquitectónicos. Prometió construir 400 galeras a su costa para animar a Suleiman en su campaña contra Malta. Cuando su hermano ascendió al trono como Selim II, le prestó unos 50.000 aspers de oro para saciar sus necesidades inmediatas. 
Mihrimah también patrocinó una serie de proyectos arquitectónicos importantes. Sus fundaciones más famosas son los dos complejos de mezquitas en Estambul que llevan su nombre, ambos diseñados por el arquitecto principal de su padre, Mimar Sinan. La mezquita de Mihrimah Sultan (turco: Mihrimah Sultan Camii), también conocida como mezquita de İskele (turco: Iskele Camii), es uno de los hitos más prominentes de Üsküdar y se construyó entre 1546 y 1548. La segunda mezquita también se nombra como mezquita de Sultan Mihrimah en La Puerta de Edirne, en la pared occidental de la vieja ciudad de Constantinopla, fue uno de los diseños más imaginativos de Sinan, utilizando nuevos sistemas de apoyo y espacios laterales para aumentar el área disponible para las ventanas. Su construcción tuvo lugar de 1562 a 1565.
En 1575, durante el reinado de su sobrino, el sultán Murad III, su estipendio diario consistía en 600 aspers. Cuando los franceses se negaron a devolver a dos mujeres turcas que habían sido capturadas en el mar por el cuñado de Enrique III y convertidas en miembros de la corte de la reina Catalina de Médici, Mihrimah y una de sus sobrinas, Esmehan Sultan, intervinieron en su favor. 
Cuando Cığalazade Yusuf Sinan Pasha se casó con su nieta, Saliha Hanim Sultan en octubre de 1576, Mihrimah le proporcionó una enorme dote que incluía oro y ropa valiosa. También lo apoyó contra sus rivales dentro de la corte.

## Últimos años y fallecimiento
Mihrimah murió en Constantinopla el 25 de enero de 1578 durante el reinado de su sobrino Murad III, sobreviviendo a todos sus hermanos. Fue enterrada en el complejo de la Mezquita Süleymaniye junto a su familia.

## Actualidad
En la serie de televisión, Muhteşem Yüzyıl, es interpretada por Pelin Karahan como adulta, Melis Mutluç como adolescente y Ayda Acar como niña.